# Конрадини
Конрадините (на немски: Konradiner, Conradines) са благороднически и владетелски род на западногерманските франки от 8 до 11 век. Територията им се намира първо около Трир, по време на Каролингите се увеличава на изток през Лангау в Източното франкско кралство в Хесен и Тюрингия.
С Конрад I фамилията дава от 911 до 918 г. един крал на Източното франкско кралство.
За пръв път фамилията се споменава през 832 г. с граф Гебхард в Нидерлангау. Фамилията е близка роднина на Каролингите и клон от Салическата династия чрез женитбата на майката на Конрад I Червения (от Лотарингия), сестра на Конрад I с граф Вернер V.
Фамилията Конрадини се издига с женитбата на Ода (* 873/874; † сл. 30 ноември 903) през 888 г. с Арнулф Каринтийски и ражда крал Лудвиг IV Детето.
Крал Конрад I Млади (крал на Германия от 911 до 918) е единственият крал от фамилията. Той е син на граф Конрад Стари († 27 февруари 906).
От 926 и от 982 до 1012 г. фамилията наследява и държи Херцогство Швабия. Дъщерята на Конрад I от Швабия (983 – 997 херцог на Швабия) се омъжва след 1011 г. за Владимир I (княз на Киев 980 – 1015). Син му Херман II († 4 май 1003) e 997 херцог на Швабия, омъжва се за Герберга Бургундска, внучка на Луи IV (Франция).
Херман III, (херцог на Швабия; † 1 април 1012), син на Герберга и Херман II (997 херцог на Швабия; † 4 май 1003), e последният член на Конрадините и потомък осма или девета генерация на Каролингите. Сестра му Гизела Швабска († 15 февруари 1043) се омъжва 1014 г. за Ернст I (херцог на Швабия от Бабенбергите) и трети път 1016 или 1017 г. за Конрад II (1027 – 1039 император на Свещената Римска империя) от Салическата династия. Тя е майка на Хайнрих III (1046 – 1056 император на Свещената Римска империя) и на Матилда († 1034), която става съпруга на Анри I.
През 1036 г. Конрадините измират по мъжка линия след загубата на последното си графство.